# Корш, Евгений Фёдорович
Евге́ний Фёдорович Корш (27 декабря 1809 [8 января 1810], Москва — 6 [18] октября 1897, там же) — русский журналист, издатель и переводчик, библиотечный деятель; старший брат Валентина Корша, отец Фёдора Корша.

## Биография
Сын штаб-лекаря, принявшего российское подданство и в 1826 году записанного в дворянство. Первоначальное образование получил дома, затем непродолжительное время обучался в частном пансионе. Получил юридическое образование на отделении нравственных и политических наук Московского университета (1825—1828), которое окончил со степенью кандидата. Начал служить в Департаменте внешней торговли Министерства внутренних дел. С 1829 года — переводчик в Кронштадтской таможне (владел английским, немецким, французским языками), в 1832—1835 годах — секретарь генерала-гидрографа Главного морского штаба.
Библиотекарь библиотеки Московского университета (1836—1841), редактор ряда периодических изданий, тридцать лет служил библиотекарем библиотеки Румянцевского музея (1862—1892). Заложил фундамент национальной библиотеки России (ныне Российская государственная библиотека), разработал систему размещения и каталогизации книжных фондов.
В 1892 году вышел в отставку в чине действительного статского советника.
Похоронен на Пятницком кладбище.

## Литературная деятельность
Дебютировал в печати переводом повести Бульвера Литтона «Страсть на двух различных ступенях общества» (Asmodeus at large, «Асмодей на воле»), опубликованной в журнале «Библиотека для чтения» (1834). Публиковал в журнале О. И. Сенковского переводы материалов зарубежной периодической печати, повестей, путевых очерков, обзоров. Первый отдельно изданный перевод — «Живописное путешествие по Азии, составленное на французском языке под руководством Эйрие…» (Москва, т. 1—6, 1839—1840).
Редактор-издатель газеты «Московские ведомости» (1842—1848). При нём газета стала выходить три раза в неделю, увеличился объём культурной хроники и литературных публикаций. Редактировал «Ведомости С.-Петербургской городской полиции» (1849—1851), позднее служил секретарём «Журнала Министерства внутренних дел» и помощником его редактора Н. И. Надеждина (1851—1855). В 1855 году Н. Огарёв написал Е. Ф. Коршу стихотворение.
В 1856 году вошёл в состав редакции журнала «Русский вестник», основанного в Москве группой либерально настроенных литераторов и учёных. Вместе с П. Н. Кудрявцевым заведовал политическим отделом журнала. Однако разногласия с редактором журнала М. Н. Катковым привели осенью 1857 года к расколу редакции и уходу Корша из журнала.
В январе 1858 — апреле 1859 года был редактором-издателем либерального журнала «Атеней» (вышло 60 номеров). К участию в журнале удалось привлечь таких учёных и литераторов, как П. В. Анненков, И. К. Бабст, А. Н. Бекетов, Ф. И. Буслаев, А. Д. Галахов, И. Е. Забелин, К. Д. Кавелин, Н. Ф. Павлов, С. М. Соловьёв, Б. Н. Чичерин и другие. В журнале печатались также статьи редактора. Падение читательского интереса в период общественного подъёма и обострения идеологической борьбы, цензурные и организационные трудности привели к закрытию журнала с преобладающим научно-просветительским направлением.
В 1859—1862 годах Корш был редактором «Ведомостей Московской городской полиции».
Сотрудничал с известным издателем К. Т. Солдатенковым, определяя отбор зарубежной литературы для перевода и издания, также переводчиков. Солдатенковым были изданы в переводах Корша «Курс всеобщей истории» Г. Вебера (4 т., 1859—1861), «Микрокосм» Г. Лотце (3 т., 1859—1861), «Гражданская община античного мира» Н. Д. Фюстеля де Куланжа, труды М. Каррьера, Ф. Куглера, А. Риля.

## Семья
- Жена — Софья Карловна Корш (урождённая Reissig (Рейссиг), 22 августа 1822—2 июня 1889)[3]
  - Сын — Фёдор (22 апреля 1843—16.2.1915), русский филолог-классик, славист, востоковед, стиховед, поэт-переводчик[3]
  - Сын — Александр (1845—1898), жена — Анна Александровна, урождённая Ломовская (?)[3]
  - Сын — Евгений (1848—?), жена — Ольга Александровна, урождённая Радецкая (1862—?)[3]
  - Дочь — Мария (около 1850—после 1913)[3].